# 마다가스카의 펭귄
《마다가스카의 펭귄》(영어: The Penguins of Madagascar)은 니켈로디언에서 마다가스카에 등장한 펭귄들을 주인공으로, 스핀 오프 시리즈로 제작된 3D 애니메이션이다. 미국에서는 2008년 3월 28일날 방영된 『2008 Kids' Choice Awards』이 끝난 21시 30분에 첫 방영되었고, 대한민국에는 같은 해 11월 29일 첫방영되었다.

## 스토리
동물원을 찾아오는 사람들에게 스키퍼, 코왈스키, 리코, 프라이빗은 뉴욕 센트럴파크 동물원에 사는 네 마리 귀여운 펭귄들이다. 하지만 실제로 이들은 타의 추종을 불허하는 특수 능력과 비밀 사령부를 가진 엘리트 특공대이다. 그들의 임무는 동물원의 질서를 유지하는 것이다. 하지만 이런 펭귄 특공대에게 한가지 거슬리는 것이 있다면 그것은 건방진 새 이웃, 스스로 '여우원숭이들의 왕'을 자처한 줄리언 대왕이다.

## 등장 캐릭터
- 스키퍼(Skipper)

성우: 톰 맥그래스 / 양석정
주도면밀하고 용의주도한 펭귄들의 대장이다. 확고한 신념을 가지고 어떤 위협에도 굴하지 않는 타고난 지도자 타입. 평소에는 엄하고 리더쉽 강한 이미지이지만, 부하들의 실수 같은 일에서는 온정있고 포용력 넓은 따듯한 대장 펭귄이 된다. 대부분의 작전에서 제일 앞에 나서서 행동하는 용감한 리더이다. 또한, 반(反)덴마크 감정이 있기도 하다. 예의 바르고 예쁜 숙녀 앞에서는 급변하여 매너있는 남자가 된다. 의외로 첨단공포증이 있다. 히피들(유대류)을 싫어해서 만나면 때려주고 싶어한다. 보물 1호는 매일아침 브런치 모닝커피를 즐기는 커피잔. 춤과 노래에 소질이 있지만 정작 자신은 인정을 안한다. 요리를 꽤 못하는편.
- 코왈스키(Kowalski)

성우: 제프 베넷 / 고성일
펭귄특공대의 브레인이자 작전참모. 과학적 이성과 수학적 계산을 중시하는 펭귄이다. 뛰어난 분석력과 정보력으로 항상 믿음직한 전략을 짜낸다. 연필과 노트는 전략을 구상할 때 그의 필수품이다. 굉장히 명석하지만 가끔씩 괴짜같은 모습을 보일 때도 있다. 좋은 기계나 장비를 보면 기뻐서 흥분한다. 정신 잃고 충격을 받을 때 바보가 되는 경우가 있다. 폴라드이름을 가졌는데 정말 폴란드 남자처럼 키가 크고, 잘난 척을 가끔 한다. 주판으로 모든 셈을 계산한다.
- 리코(Rico)

성우: 존 디마지오 / 신용우
펭귄 특공대의 행동대장이자 장비 보급담당. 작전 수행에 필요한 모든 부품들이 그의 뱃속에서 나온다. 극도로 제한된 어휘와 표현을 사용하는 리코는 투덜거리고 낄낄거리는 표정만큼은 펭귄들 중에서 최고라고 할 수 있다. 폭파하는 것을 정말 좋아한다. 멤버들 중 가장 지능이 모자라긴 하나 대장인 스키퍼의 명령에는 절대적으로 복종하기 때문에 평소에는 작전에 따라 도구를 뱉어낸다. 성대모사를 잘 한다(예를 들자면 개 짖는 소리). 여자 인형(이쁜이)을 보물로 생각한다.
- 프라이빗(Private)

성우: 제임스 패트릭 스튜어트 / 정재헌
펭귄특공대의 가장 어린 막내. 귀여운 외모와 말투, 행동으로 굉장한 인기를 얻고 있다. 그러나 부대 안에서 순진하고 얼빵한 성격 탓에 상황 판단력이 부족해 스키퍼에게 자주 뺨이나 뒤통수를 얻어맞는 경우가 있다. 유난히 따뜻하고 착한 마음씨를 가져서 작전 수행 중 혼자 고민에 빠지기도 한다. 스키퍼의 말이라면 절대 복종하고 따르지만 가끔 섣불리 판단하는 대장에게 반항하며 의외의 리더십을 보일때도 있다. 단 것을 무지 좋아하며 특히 땅콩이 들어간 초콜릿(땅콩 버터 윙키 초콜릿)을 좋아하고 만화영화인 루나콘을 아주 좋아한다. 귀여운 모습과는 별개로 펭귄특공대에서는 특수 임무(미끼)를 담당하고 있다.그의 삼촌인 나이젤 (영국 출신)도 특수요원.
- 줄리언 대왕(King Julien)

성우: 대니 제이컵스 / 이장원
파티와 춤추는 것을 굉장히 좋아하는 여우원숭이들의 왕. 명령하는 것을 좋아하고 제멋대로 생각하는 경향이 있다. 그러나 이 왕자병만 빼면 본래는 순수하고 착한 성격이다. 이는 어쩔때 펭귄들에게 방해가 되기도 하지만 어쩔때는 펭귄들에게 큰 도움이 되기도 한다. 또한 특이한 점은 발 페티시즘여서 자신의 발을 보물처럼 아끼기 때문에 어떤 누구든 자신의 발을 만졌다하면 분노하는 특징을 가지고 있다.그래서 자신의 발에 집착하는 모트를 싫어한다. 마다가스카르가 고향이다.
- 모리스(Maurice)

성우: 케빈 마이클 리처드슨 / 이광수
줄리언 대왕의 오른팔 혹은 신하 여우원숭이. 현실주의적인 성격이 줄리언 대왕과 대비되며, 줄리언 대왕의 망상과 말도 안되는 행동에 곤혹스러워 하나 말도 안되는 요구라도 줄리언 대왕의 시중을 잘 듣는다. 실수를 저지르면 모트와 짜고 그것을 덮으려 하지만, 보통은 단순한 모트가 그것을 발설해버려 더 곤란해진다.
- 모트(Mort)

성우: 앤디 릭터 / 엄상현
큰 눈과 귀여운 목소리를 가지고 있다. 역시 발 페티시즘이여서 줄리언 대왕의 발을 가장 좋아하지만, 줄리언 대왕은 자신의 발에 달려드는 모트를 끔찍하게 싫어한다. 단순하고 둔해서 아픈 것도 웃으면서 좋아한다. 평소에는 낙천적이지만, 사랑하는 줄리언 대왕의 발을 빼앗기면 난폭하고 사나운 성격으로 변한다. (주요 대사:대왕님 발이 좋아요!) 지나치게 멍청해서 고통을 느끼지 못하기도 한다.
- 말린(Marlene)

성우: 니콜 설리번 / 최하나
낭만적이고 깔끔한 성격의 로맨티스트 수달. 하지만 동물원 밖으로 나가면 야생의 본능을 깨닫고 갑자기 줄리언 대왕에게 사랑에 빠져 납치하는 등 야만적으로 변하지만 이는 리틀풋에피소드에서 고쳐진다. 발랄라이카, 기타 등 퉁기는 현악기를 좋아한다. 펭귄들(특히 스키퍼)과 친하다.
- 메이슨과 필(Mason and Phil)

성우: 콘래드 버넌 / 신용우
메이슨은 상식이 풍부하고 필은 사람의 글(영어)을 읽을 수 있는 침팬지. 줄리언 대왕이 콩가 파티를 벌이는 것이 마음에 들지 않아 그를 속이기도 하지만, 결국엔 콩가 파티에 울며 겨자먹기로 참여하게 된다. 필은 수화로만 이야기를 하고, 메이슨은 그 수화를 보고 “~하고 싶다고?”,“~이라고?”라는 식으로 통역하는 역할을 한다. 에피 중간중간에서 둘이서 체크하는 모습이 종종 보인다.
- 로저(Roger)

성우: 리처드 카인드 / 최한
여린 마음의 악어. 펭귄들에게 매우 우호적이며 가장 친한 친구 중 하나이다. 줄리언에게는 매정하다. 노래부르는 것과 요리하는 것을 좋아한다. 한 때 하수구에서 살았으나 지금은 동물원에서 산다.
- 조이(Joey)

성우: 제임스 패트릭 스튜어트 / 엄상현
난폭한 캥거루. 펭귄들에게 폐를 끼치는 경우가 많으나 본의 아니게 도와주는 경우도 있다. 자신을 왈라비라 부르는 것을 싫어하며 무술이 뛰어나다.1인칭은 ‘조이’자기 이름이다.
- 프레드(Fred)

성우: 프레드 스텔러 / 박영재
공원의 사는 다람쥐. 대부분 펭귄들에게 우호적이다. 약간 멍청한 구석이 있고, 한때 말린과 잠깐 사귀었던 적이 있다.
- 버트(Burt)

성우: 존 디마지오 / 신용우
거대한 몸집의 코끼리. 땅콩을 좋아한다. 다른 동물들처럼 펭귄들에게 우호적으로 쥐를 무서워하는 경향이 있다. 피리부는 소년의 피리를 빼앗았다가 그것이 마음에 걸려 펭귄들의 도움을 받고 그것을 돌려주는 것으로 미루어 보아 착한 성격을 가졌다. “코끼리는 절대 잊지 않아. 그리고 항상 용서하지.”라는 말을 한다.
- 로이(Roy)

성우: 대니 제이컵스 / 이장원
검은 코뿔소. 매우 민감하다.
- 앨리스(Alice)

성우: 메리 스치어 / 조현정
영국인과 러시아인의 혼혈으로 센트럴 파크 동물원의 사육사. 평소 펭귄들이 수상하다는 것을 느끼지만, 정작 펭귄 특공대가 수행하는 작전들은 눈치채지 못한다. 혼자 있을 때 이상한 노래를 즐겨부르며 춤추는 모습이 인터넷으로 생중계 되었다. 발냄새가 아주 지독해서 펭귄들이 모트의 발 집착증세를 없애는 작전에서 신발을 도둑맞기도 한다.
- 블로홀 박사[본명-프랜시스](Dr. Blowhole)

성우: 닐 패트릭 해리스 / 송준석
특별편에만 등장하는 펭귄들의 숙적. 돌고래 박사. 블로홀 박사, 프랜시스, 플리피의 세가지 이름을 가졌다. 늘 공중부양형 스쿠터를 타고 다니며 자신의 부하들인 가재들과 함께 지구를 멸망시키려는 작전을 펼쳤지만 펭귄들의 활약으로 실패하였다. 가끔씩 본편에서도 팽귄들의 대화 속에 언급되곤 하는 인물. 노래에서 뛰어난 재능을 선보인다.
- 동물관리국 요원 X

성우: 세드릭 야부롯 / 박영재
바하마계 미국인으로, 펭귄들에게 의심을 가지고 계속 방해하는 펭귄들의 숙적 2호. 하지만 계속 당하며, 처음 맥스(달괭이)를 쫓아다닌 것으로 악당으로서의 첫데뷔를 했다.이후 동물 관리국에서 해고당해 해충박멸전문가, 동물원 임시직원, 편의점 알바 등으로 등장하기도 했다.
- 시궁창 생쥐두목

성우: 디드릭 베이더 / 이광수
시궁창에 있는 쥐소굴의 두목이다. 평소에는 잘 보이지 않지만 펭귄특공대가 하수구에 가면 자주 만나며,서로 대항한다.
그 외: 맥스(달괭이)(고양이), 한스(퍼핀), 쇼나(간호사), 멘프레드와 존슨(과거 팽귄특공대) 등이 있다.

## 에피소드
| 시즌 | 시즌 | 회수 | 방송 날짜        | 방송 날짜        |
| 시즌 | 시즌 | 회수 | 시즌 시작        | 시즌 종료        |
| ---- | ---- | ---- | ---------------- | ---------------- |
|      | 1    | 48   | 2008년 11월 29일 | 2010년 2월 15일  |
|      | 2    | 68   | 2010년 3월 13일  | 2012년 3월 31일  |
|      | 3    | 33   | 2012년 4월 16일  | 2015년 12월 19일 |